# 尚克韦勒
尚克韦勒是德国莱茵兰-普法尔茨州的一个市镇。总面积6.55平方公里，总人口189人，其中男性94人，女性95人（2011年12月31日），人口密度29人/平方公里。